# Wielka Synagoga w Jerozolimie
Wielka Synagoga w Jerozolimie (hebr. בית הכנסת הגדול) – druga pod względem wielkości synagoga w Jerozolimie, przy ulicy króla Jerzego VI Windsora 56 (56 King George Street).
Na początku 1923 roku dwaj naczelni rabini Mandatu Palestyńskiego, Awraham Kuk i Jacob Meir mieli w planach budowę nowej, wielkiej, centralnej synagogi w Jerozolimie. Dokładnie 35 lat później, w 1958 roku, zasiadający w izraelskim rabinacie Heichal Shlomo ufundował małą bożniczkę, która znajdowała się na terenie dzisiejszej synagogi.
Wkrótce jednak się okazało, że synagoga jest po prostu za mała i zadecydowano wznieść nową i znacznie większą. Głównym sponsorem synagogi był sir Isaac Wolfson, żydowski filantrop pochodzący z Wielkiej Brytanii.
Architektem synagogi był Alexander Freidman, który projektując budynek, nawiązywał do Świątyni Jerozolimskiej. Całość budowy kosztowała 18 milionów dolarów.
Uroczyste otwarcie synagogi nastąpiło w 1982 roku, w uroczystość Tu B’Av. Nowym, głównym kantorem został pochodzący z Węgier Naftali Hershtik, który pełni to stanowisko do dziś. W korytarzu synagogi znajduje się duża, prywatna kolekcja mezuz.